# Роскошный бородастик
Роскошный бородастик (лат. Psilopogon pulcherrimus) — вид дятлообразных птиц семейства бородастиковых. Подвидов не выделяют. Эндемик Калимантана, встречается на территории всех трёх стран, делящих между собой этот остров – Индонезии, Малайзии и Брунея.

## Описание
Роскошный бородастик достигает длины 20—21,5 см и массы от 55 до 76 г. Лоб, макушка и затылок лазурно-голубые. От основания клюва через глаз проходит чёрная полоса. За затылком выражен жёлтый воротник. Горло голубое. Тело окрашено преимущественно в зелёный цвет. Окраска крыльев с более тёмным оттенком по сравнению с нижней частью тела. Радужная оболочка чёрная. Мощный клюв чёрного цвета. Ноги серовато-зелёные.

## Биология
Роскошный бородастик является эндемиком Калимантана. Образует более полутора десятков разрозненных ареалов в северо-восточной части этого острова на территории всех трёх расположенных здесь государств – Малайзии, Брунея и Индонезии. В Малайзии обитает как в Сабахе, так и в сопредельных областях Саравака. Один из здешних ареалов захватывает также юго-восточную оконечность восточного брунейского эксклава Тембуронг. Индонезийские ареалы расположены в провинциях Северный Калимантан и Восточный Калимантан .
Ведёт оседлый образ жизни. Обитает в равнинных и горных лесах, встречается на высоте от 1000 до 3100 метров над уровнем моря. Питается в основном фруктами и ягодами, иногда поедает насекомых, таких как муравьи, цикады, стрекозы, сверчки, саранча, жуки, мотыльки и богомолы. Гнездится в дуплах деревьев. В кладке 2—4 яйца. Инкубационный период продолжается 13—15 дней.